# 罗必良
罗必良 (1962年—)，湖北人，教授，主要从事生态经济学、区域经济、制度经济等方面的研究工作。入选中华人民共和国教育部2008年度"长江学者"特聘教授。曾就读于南京农业大学、西南农业大学。